# Макрихори (дем Места)
Макрихори или Узункьой (на гръцки: Μακρυχώρι, на катаревуса: Μακρυχώριον, Макрихорион, до 1926 година Ουζούν Κιόι, Узун Кьой) е село в Гърция, дем Места (Нестос), административна област Източна Македония и Тракия. 

## География
Разположено е на 32 km североизточно от Кавала, на надморска височина от 220 m, в планината Урвил.

## История

### В Османската империя
В XIX век е село в Саръшабанска каза на Османската империя. На австро-унгарската военна карта е отбелязано като Узун Кьой (Uzun Kuju), също и на картата на Йоргос Кондоянис – Узункьой (Ουζούνικιοϊ). Съгласно статистиката на Васил Кънчов („Македония. Етнография и статистика“) към 1900 година Узунъ Кьой е турско селище и в него живеят 900 турци.
Според гръцка статистика към 1911 година селото е изцяло мюсюлманско с 1020 жители мюсюлмани.

### В Гърция
В 1913 година селото попада в Гърция след Междусъюзническата война. Според статистика от 1913 година има население от 1020 души. През 20-те години на XX век турското му население се изселва по споразумението за обмен на население между Гърция и Турция след Лозанския мир и на негово място са заселени гърци бежанци, които в 1928 година са 164 семейства с 628 души, като селището е смесено местно-бежанско.
Българска статистика от 1941 година показва 1031 жители.
Населението произвежда предимно тютюн и малко количество пшеница.
| Име            | Име            | Ново име     | Ново име     | Описание                                |
| -------------- | -------------- | ------------ | ------------ | --------------------------------------- |
| Шахрази мандра | Σαχπάζη Μάνδρα | Акрорахи     | Ακροράχη     | местност в Урвил, ЮЗ от Макрихори       |
| Домашли        | Ντοσμαλῆ       | Пондоливадо  | Ποντολίβαδο  | бивше село, ЮЗ от Макрихори             |
| Кедик          | Κενττίκ        | Агиовуни     | Ἀγιοβούνι    | връх в Урвил (481,8 m), ЮИ от Макрихори |
| Саут дере      | Σαοὺτ Ντερὲ    | Ития Рема    | Ἰτιὰ Ρέμα    | ляв приток на Куру дере                 |
| Чайлик         | Τσαϊλίκ        | Ксиропотамос | Ξηροπόταμος  | името на Куру дере в средното ѝ течение |
| Имерли         | Ἠμερλῆ         | Оросимон     | Ορόσημον     | връх в Урвил (518,4 m), СЗ от Макрихори |
| Мал Куру       | Μὰλ Κοροῦ      | 40 Стремата  | 40 Στρέμματα | местност в Урвил, С от Макрихори        |

Става част от тогавашния дем Орино по закона Каподистрияс от 1997 година. С въвеждането на закона Каликратис, Макрихорион става част от дем Места.
Според преброяването от 2001 година има 111 жители, а според преброяването от 2011 година има 84 жители.
| Година    | 1913 | 1920 | 1928 | 1940 | 1951 | 1961 | 1971 | 1981 | 1991 | 2001 | 2011 | 2021 |
| --------- | ---- | ---- | ---- | ---- | ---- | ---- | ---- | ---- | ---- | ---- | ---- | ---- |
| Население | 1020 | 858  | 673  | 1063 | 813  | 389  | 250  | 142  | 129  | 111  | 84   | 81   |

Църквата в селото е „Въздвижение на Светия кръст“. Макрихори е обявено за характерно традиционно селище.